# Cryptotermes havilandi
Cryptotermes havilandi är en termitart som först beskrevs av Sjostedt 1900.  Cryptotermes havilandi ingår i släktet Cryptotermes och familjen Kalotermitidae. Inga underarter finns listade i Catalogue of Life.